# Борис Коломанович
Борис Коломанович (угор. Borisz Kalamanosz; 1114–1153/1154) — претендент на престол Угорщини в середині XII століття. Син київської княжни Євфимії, дочки Володимира Мономаха та другої дружини угорського короля Коломана I Книжника. Після того як Євфимію звинуватили у подружній зраді, Коломан вигнав її з Угорщини і ніколи не визнав, що Борис, який народився вже в Русі, був його сином. Борис вважав себе законним сином короля. Він висунув свої претензії на угорський трон, коли в 1131 році помер старший син Коломана I — король Стефан II. Борис здійснив кілька спроб захопити угорський трон від королів Бели II та Гези II, користуючись підтримкою Польщі, Священної Римської імперії та Візантії, проте в одній з битв він загинув.

## Ранні роки

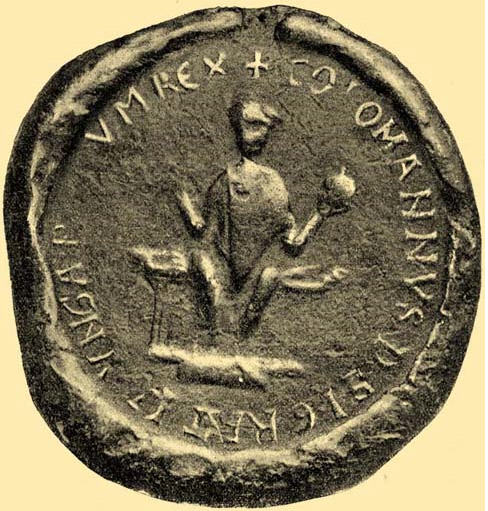
Монета короля Коломана I

Борис був сином Євфимії Володимирівни — дочки Володимира Мономаха, великого князя Київського. 1112 року її видали заміж за угорського короля Коломана I. Проте, як повідомляє «Chronicon Pictum», її «викрили в гріху перелюбу». Після цього король Коломан вигнав Євфимію з Угорщини. Вона втекла на свою батьківщину, Київську Русь, де народила сина в 1114 році. Його назвали на честь святого князя Бориса — одного з перших канонізованих Рюриковичів. Коломан ніколи не визнавав Бориса своїм сином. Борис виріс при дворі свого діда, Володимира Мономаха, у Києві.
Група скривджених угорських панів, як повідомляє «Chronicon Pictum», обрала «ішпанів Борса та Івана» королями, коли син Коломана і його наступник, король Стефан II, важко захворів у 1128 році. Проте згодом король одужав і наказав стратити Івана, а Борса — вигнати з Угорщини. Він утік до Візантійської імперії. Згідно з науковою теорією, ішпана Борса ідентифікують як Бориса Коломановича, проте ця гіпотеза не має значних підтверджень. Стефан II помер 1 березня 1131 року, і його двоюрідний брат Бела змінив його на престолі. На зібранні в Араді дружина нового короля Ілона Сербська наказала стратити всіх угорських панів, яких вона підозрювала в непідтримці сходження її чоловіка на престол.

## Спроби захоплення угорського трону

### Перша спроба
Після смерті Стефана II Борис висунув претензії на королівство свого батька і, як повідомляє Оттон Фрайзінзький, вирушив до Візантійської імперії. Візантійський історик Іоанн Кіннам повідомляє, що імператор Іоанн II Комнін «віддав [Борису] достатню честь і поєднав його в шлюбі з нареченою свого роду». Проте Борис покинув Візантію та поїхав до Польщі, оскільки, як повідомляє Оттон Фрайзінзький, імператор не надав йому військової допомоги.
Болеслав III Кривоустий, король Польщі, хотів надати Борисові допомогу, оскільки прагнув створити коаліцію проти Священної Римської імперії. Угорські втікачі та військові в Київській Русі також приєдналися до Бориса. Їхня об'єднана армія вторглася в Угорщину влітку 1132 року. Щоб протистояти їм, Бела II об'єднався з маркграфом Австрії Леопольдом III. Угорські пани, лояльні до сліпого короля Бели, страчували всіх інших панів, які відкрито не заперечили претензії Бориса на престол. 22 липня на берегах річки Сайо відбулася битва, в якій об'єднані угорсько-австрійські сили завдали поразки силам Бориса Коломановича. Ця поразка Бориса мала вагомі наслідки: надалі за правління Бели II він більше не пробував захопити престол Угорщини, оскільки його союзник, король Польщі Болеслав III, уклав із Белою мир у серпні 1135 року.

### Друга спроба
Борис разом із Владиславом II, герцогом Богемії, відвідав Конрада III, короля Німеччини, наприкінці 1145 року. Як повідомляє Оттон Фрайзінзький, у «слізних і скорботних тонах» від скаржився Конрадові, що його позбавили спадщини, благаючи короля допомогти йому захопити Угорщину. Владислав II та його дружина Гертруда фон Бабенберг, які визнавали претензії Бориса, вмовляли Конрада III допомогти йому зібрати найманців в Австрії та Баварії.
Борисові найманці вторгнулися до Угорщини і в квітні 1146 року захопили фортецю Пожонь (нині Братислава, Словаччина). Король Геза II, син та наступник Бели II, скоро рушив до фортеці та взяв її в облогу. Він розпочав переговори із найманцями Бориса і підкупив їх, щоб вони здали Пожонь без бою. У відплату за підтримку Бориса Геза II почав вторгнення до Австрії, де в битві на річці Фіша 11 вересня 1146 року розбив армію маркграфа Генріха II.

### Третя спроба

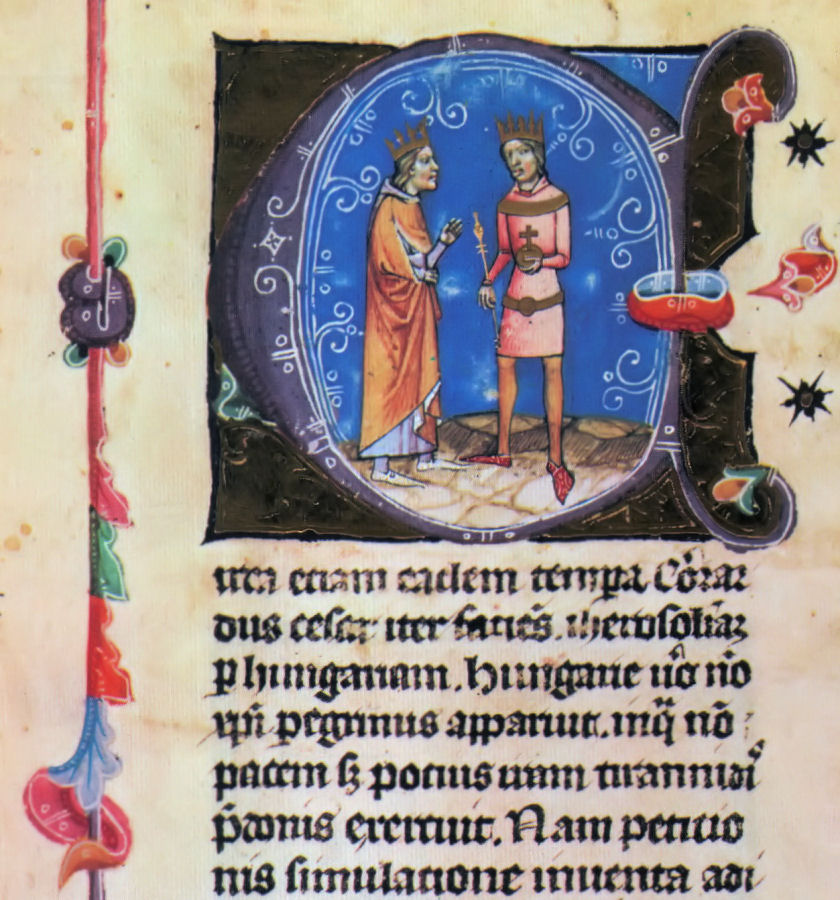
Геза II із королем Франції Людовиком VII під час Другого хрестового походу. Зображення з «Chronicon Pictum»

На Різдво 1146 року король Конрад III оголосив про намір здійснити хрестовий похід до Святої Землі. Борис вирішив приєднатися до німецьких хрестоносців, щоб дістатися до Угорщини. Однак, як повідомляє Одон Дейльський, Геза II дізнався про план Бориса і «вилив багато грошей серед німців», вмовляючи їх відмовити у допомозі Борисові. Борис не відмовився від свого плану, оскільки, згідно з «Chronicon Pictum», він знав, що багато угорських дворян «прийняли б його за свого пана і, покинувши короля, пристали б до нього», якби йому вдалося повернутися до Угорщини.
Борис також звернувся до короля Франції Людовика VII, який також мав пройти через Центральну Європу на шляху до Святої Землі, доводячи йому своє спадкове право на угорський престол. Оскільки Людовик VII не відповів йому, Борис звернувся до двох французьких панів, щоб ті допомогли йому таємно приєднатися до хрестоносців із Франції, які увійшли до Угорщини влітку 1147 року. Після того як Геза II дізнався, що його суперник серед французів, він вимагав у короля Франції видати його, проте Людовик VII відмовив, найімовірніше, як вважає історик Ференц Макк, тому, що дружина Бориса була родичкою візантійського імператора Мануїла I Комніна. Незважаючи на все, Борис покинув Угорщину і поїхав до Візантії, перебуваючи серед французьких хрестоносців.

## Останні роки
Після трьох невдалих спроб захопити владу в Угорщині Борис Коломанович поселився у Візантії. Під час війни між Угорщиною та Візантією у 1150 році Борис воював у візантійській армії. За наказом імператора Мануїла він на чолі візантійської армії пограбував терени в районі річки Тіміш, змусивши невеликий загін угорців відступати. Борисові довелося покинути захоплені території, коли король Геза II приїхав на місце бойових дій на чолі з королівською армією.
Борис Коломанович помер у 1153 або 1154 році. Оттон Фрайзінзький писав, що Борис «був поранений і вбитий стрілою [з лука] якогось половця» у битві проти Угорщини не пізніше 1156 року. З іншого боку, візантійський історик Никита Хоніат писав про «якогось Калманоса», який «отримав смертельне поранення і закінчив своє життя» у битві проти «скіфів» — печенігів або половців, — які вторгнулися у Візантію по Нижньому Дунаю за якийсь час після кампанії імператора Мануїла проти Угорщини у 1150 році.

## Родина
Дружиною Бориса, як повідомляє Одон Дейльський, була племінниця візантійського імператора Мануїла I, проте її ім'я достеменно не відоме. Історик Раймунд Кербль вважає, що її варто ідентифіковувати як Анну Дукену, оскільки вони називала себе kralaina (королева) у грамоті від вересня 1157 року. Вона взяла монастирське ім'я Арете після смерті чоловіка. Борис одружився зі своєю дружиною напередодні поїздки до Польщі наприкінці 1131 або на початку 1132 року, оскільки Оттон Фрайзінзький згадує про цей шлюб напередодні цієї поїздки.
Перший син Бориса, себастос Константин Коломан, був візантійським правителем Кілікії у 1163—1175 роках. Історик Ференц Макк ідентифікував ймовірного молодшого сина Бориса — Стефана, який, як повідомляє візантійський історик Іоанн Кіннам, який був племінником позбавленого престолу короля Стефана IV. Ні Константин, ні Стефан не робили спроб захопити престол Угорщини.